# Greatest Remix Hits 4
| Đánh giá chuyên môn | Đánh giá chuyên môn |
| Nguồn đánh giá      | Nguồn đánh giá      |
| Nguồn               | Đánh giá            |
| ------------------- | ------------------- |
| Allmusic            | [ 1 ]               |

Greatest Remix Hits 4 là album phối lại của ca sĩ nhạc Pop-nhạc nhảy người Úc Kylie Minogue. Album được phát hành riêng tại Úc vào năm 1998. Album gồm những ca khúc mới và những bản phối chưa được phát hành nằm trong những album phòng thu của Minogue hợp tác với hãng PWL từ năm 1987 đến 1992.

## Danh sách ca khúc
CD 1
1. "What Do I Have to Do? (Movers and Shakers 12" mix) – 8:49
2. "The Loco-Motion" (Girl Meets Boy mix) – 3:15
3. "Made in Heaven" (Heaven Scent 12" mix) – 5:46
4. "Wouldn't Change a Thing" (Espagna mix) – 5:51
5. "Better the Devil You Know" (Alternative 7" mix) – 3:20
6. "Things Can Only Get Better" (Original 12" mix) – 7:12
7. "The Loco-Motion" (Kohaku mix) – 5:59
8. "Let's Get to It" (Tony King 12" mix) – 6:00
9. "What Kind of Fool (Heard All That Before)" (Pete Waterman's 12" Master mix) – 6:50

CD 2
1. "I Should Be So Lucky" (Extended mix) – 6:08
2. "The Loco-Motion" (7" version) – 3:07
3. "Hand on Your Heart" (Smokin' remix) – 5:34
4. "I Am the One for You" – 3:12
5. "Step Back in Time" (Tony King remix) – 7:30
6. "Too Much of a Good Thing" (Original 12" mix) – 5:51
7. "If You Were with Me Now" (Orchestral version with Keith Washington) – 3:12
8. "Finer Feelings" (Brothers in Rhythm Ambient reprise) – 3:58
9. "Celebration" (AKA Good Times mix) – 8:06